# Ouli (Logone-Birni)
Ouli est une localité (ou un ensemble de localités) du Cameroun située dans le département du Logone-et-Chari et la Région de l'Extrême-Nord, au sud du lac Tchad, à la frontière avec le Tchad. Elle fait partie de la commune de Logone-Birni et du canton de Madiako. On distingue parfois Ouli Delebbe, Ouli Goulmadou, Ouli Hereza, Ouli Magnoko, Ouli Mam et Ouli Mousgoum.

## Population
Lors du recensement de 2005, 125 personnes ont été dénombrées à Ouli Delebbe, 221 à Ouli Goulmadou, 149 à Ouli Hereza, 228 à Ouli Magnoko, 194 à Ouli Mam et 34 à Ouli Mousgoum. 